# Minastasia
《Minastasia》(미나스타샤)는 대한민국의 가수인 미나의 4번째 정규 음반이다. 2007년 7월 25일에 발매되었으며 타이틀 곡은 〈Look〉이다.

## 특징
- 미나의 4집 음반 제목인 《Minastasia》(미나스타샤)는 가수 '미나'(Mina)와 부활이라는 뜻을 가진 '아나스타샤'(Anastasia)의 합성어로서 "전성기를 다시 맞은 여인"이라는 뜻을 담고 있다. 또한 '미나 스타 아시아'(Mina Star Asia)라는 뜻을 담고 있어서 중국을 비롯한 아시아에서 인기를 끈 가수인 미나의 이미지에 부합하는 음반 제목이기도 하다.[1]
- 힙합 음악 그룹 업타운의 리더인 정연준이 프로듀서로 참여했으며 작사, 작곡도 담당했다.[1] 이 음반에 수록된 대부분의 노래가 힙합, 댄스 팝, 하우스 음악을 중심으로 구성되어 있는데 7번 트랙인 〈그 사람이 아프면 나도 아픕니다〉는 이 음반에 수록된 유일한 발라드 노래이다.
- 이 음반에 수록된 4번 트랙인 〈가까이 와〉는 제시가 피처링을 담당했다.

## 수록곡
| #            | 제목                                  | 작사           | 작곡          | 편곡          | 재생 시간 |
| ------------ | ------------------------------------- | -------------- | ------------- | ------------- | --------- |
| 1.           | 〈Intro〉                             |                |               |               | 01:02     |
| 2.           | 〈Look (Feat. Ak`Sent) (Radio Edit)〉 | 정연준         | 정연준, Dakey | 정연준, Dakey | 03:17     |
| 3.           | 〈Player (Feat. Uptown)〉             | 정연준         | 정연준, Dakey | 정연준        | 03:06     |
| 4.           | 〈가까이 와 (Feat. Jessica)〉         | 정연준         | 정연준, Dakey | 정연준        | 03:39     |
| 5.           | 〈취하고 싶어 (Feat. 이승현)〉        | 정연준, 백충렬 | 정연준, Dakey | 정연준, Dakey | 03:54     |
| 6.           | 〈좋아 (Feat. 이승현)〉               | 정연준, 이원근 | 정연준        | Dakey         | 03:18     |
| 7.           | 〈그 사람이 아프면 나도 아픕니다〉    | 임한정         | Dakey         | Dakey         | 04:18     |
| 8.           | 〈돌아〉                              | 정연준         | 정연준, Dakey | 정연준, Dakey | 03:48     |
| 9.           | 〈깊이깊이〉                          | 정연준         | 정연준, Dakey | 정연준, Dakey | 06:26     |
| 10.          | 〈Turn!〉                             | 정연준         | 정연준, Dakey | 정연준, Dakey | 03:26     |
| 11.          | 〈Look (Dakey's Hybrid Remix)〉       | 정연준         | 정연준, Dakey | 정연준, Dakey | 07:13     |
| 12.          | 〈Look (feat. Ak'sent) (M/V Edit)〉   | 정연준         | 정연준, Dakey | 정연준, Dakey | 04:19     |
| 총 재생 시간 | 총 재생 시간                          | 총 재생 시간   | 총 재생 시간  | 총 재생 시간  | 47:46     |